# Syllides minutus
Syllides minutus är en ringmaskart som beskrevs av Blake och Walton 1977. Syllides minutus ingår i släktet Syllides och familjen Syllidae. Inga underarter finns listade i Catalogue of Life.